# Морі Ейсуке
Ейсуке Морі (яп. 森 英介, Mori Eisuke, нар. 31 серпня 1948, Токіо) — японський політик з Ліберально-демократичної партії. Він є членом Палати представників, міністр юстиції (2008—2009).
Уродженець Кацуури, випускник Університету Тохоку, він приєднався до Kawasaki Heavy Industries у 1974 році та отримав ступінь доктора філософії. Вперше він був обраний депутатом Палати представників у 1990 році. Його дідусь — колишній депутат Палати представників Нобутеру Морі, батько — колишній міністр охорони навколишнього середовища Йошіхіде Морі, дядько — колишній Сому-Чо (яп. 総務長官) Кійомото Морі. У кабінеті прем'єр-міністра Таро Асо, призначеному 24 вересня 2008 року, Морі обійняв посаду міністра юстиції. Це було його перше призначення до Кабміну.
Очолює Парламентську Асоціацію дружби «Японія—Україна».

## Нагороди
- Орден «За заслуги» (Україна) ІІІ ступеня (23 серпня 2022) — «за значні особисті заслуги у зміцненні міждержавного співробітництва, підтримку державного суверенітету та територіальної цілісності України, вагомий внесок у популяризацію Української держави у світі.»[3]